# Ябланово (Болгария)
Ябланово (болг. Ябланово) — село в Болгарии. Находится в Сливенской области, входит в общину Котел. Население составляет 3 297 человек.

## Политическая ситуация
В местном кметстве Ябланово, в состав которого входит Ябланово, должность кмета (старосты) исполняет Шериф Исмаил Куванджы (Союз демократических сил (СДС)) по результатам выборов правления кметства.
Кмет (мэр) общины Котел — Христо Русев Киров (коалиция партий: национальное движение «Симеон Второй» (НДСВ) и движение «За права и свободы» (ДПС)) по результатам выборов.